# Zaretis itys
Zaretis itys és una espècie de lepidòpter papilionoïdeu de la família dels nimfàlids (Nymphalidae), subfamília Charaxinae. Viu a la ecozona neotropical.

## Característiques
Zaretis itys té una envergadura d'ales d'aproximadament 55–60 mil·límetres. La part superior d'ambdues ales és d'un taronja atenuat. La part inferior de les ales simula les fulles seques, tant en color com en textura. El color general és normalment marró terrós.

## Història natural
Les erugues s'alimenten de fulles de Casearia i Laetia (Salicaceae).

## Distribució
Aquesta espècie pot trobar-se des de Mèxic a Guyana, Surinam, Brasil i Paraguai.

## Subespècies
- Zaretis itys itys (Cramer 1777) - Surinam
- Zaretis itys itylus (Westwood, 1850) - Brasil (Rio de Janeiro, Espírito Santo)